# Escala de Bristol
L'escala de Bristol (en anglès: Bristol Stool Chart) és una taula visual d'ús en medicina dissenyada per classificar la femta segons la seva forma i agrupant-la en set tipus diferents. Va ser desenvolupada pel K. W. Heaton i S. J. Lewis a la Universitat de Bristol i va ser publicada en el Scandinavian Journal of Gastroenterology el 1997. La forma de la femta depèn del temps que passa en el còlon.

## Tipus de femta
Segons l'escala, els set tipus de femta són:
| Imatge | Tipus | Descripció                                                                                              | Interpretació                                              |
| ------ | ----- | --- | ---------------------------------------------------------- |
|        | 1     | Trossos durs separats, com castanyes que fossin rodones o nous de macadàmia (amb dificultat d'evacuar). | Restrenyiment.                                             |
|        | 2     | Com una botifarra però plena de bonys.                                                                  | Restrenyiment.                                             |
|        | 3     | Com una botifarra, però amb escletxes o esquerdes en la seva superfície.                                | Els més fàcils d'evacuar.                                  |
|        | 4     | Com una salsitxa, gruixuda i tova.                                                                      | Els més fàcils d'evacuar.                                  |
|        | 5     | Trossos tous amb les vores ben definides (fàcil d'evacuar).                                             | Indicadors de diarrea.                                     |
|        | 6     | Trossos tous amb les vores desfetes i desiguals.                                                        | Indicadors de diarrea.                                     |
|        | 7     | Totalment líquida, amb cap tros sòlid que uneix les peces.                                              | Pot ser un senyal de còlera, intoxicació alimentària, etc. |